# Ischnocolus numidus
Ischnocolus numidus là một loài nhện trong họ Theraphosidae.
Loài này thuộc chi Ischnocolus. Ischnocolus numidus được Eugène Simon miêu tả năm 1909.